# Phöbus (Zeitschrift)
Phöbus – Ein Journal für die Kunst war eine von Heinrich von Kleist und Adam Heinrich Müller herausgegebene Literaturzeitschrift. Das Journal erschien zwischen Januar 1808 und Dezember 1808 in zwölf Heften in neun Lieferungen in Dresden.

## Plan für die Zeitschrift
Das Journal erhielt seinen Namen nach dem Beinamen Phoibos des griechischen Gottes Apollon. Die Umschlagszeichnung des ersten Heftes, erstellt von Ferdinand Hartmann, zeigte den Sonnengott Phöbus, wie er auf einem Wagen, gezogen von den Sonnenpferden, über Dresden hinwegzieht. In seinem Vorsatz zum ersten Heft bedichtete Kleist dies so: „Wettre hinein, o du, mit deinen flammenden Rossen, / Phöbus, Bringer des Tags, in den unendlichen Raum!“
Angelehnt war das Journal an Schillers Horen. Der Versuch, die Zeitschrift durch namhafte Autoren wie Goethe zu bewerben, scheiterte schnell, da diese sich von dem Projekt distanzierten. Dadurch, und weil Müller und Kleist weder einen genauen Plan, noch Beziehungen zu Buchhändlern hatten, scheiterte Phöbus schon bald; die beiden Herausgeber mussten Geld zuschießen. Die genaue Auflage ist nicht bekannt, aber Klaus Günzel geht in seiner Kleist-Biografie davon aus, dass kaum mehr als 150 Exemplare pro Heft abgesetzt wurden.

## Inhalt und Entwicklung
Im ersten Heft erschien ein Fragment aus Kleists Drama Penthesilea, das von der Kritik – wie auch die Zeitschrift insgesamt – wenig günstig aufgenommen wurde. Beispielhaft sei hier die Rezension von Karl August Böttiger vom 6. Februar 1808 zitiert, in der es u. a. heißt: „Dagegen finden sich eine Menge Stellen, wo der Sinn entweder ganz oder gar nicht zu finden oder doch sehr verdreht und verschroben ist …“. Auch Goethe sah das ähnlich, obwohl Kleist ihm das erste Heft des Phöbus mit einem geradezu untertänigen Anschreiben „auf den Knien seines Herzens“ anbot. Beiträge Goethes zu dem Journal blieben aus und sein Schicksal war eigentlich schon mit der ersten Nummer besiegelt.
Dennoch machten Kleist und Müller weiter. Die sich anhäufenden Schulden führten jedoch rasch zu Spannungen zwischen den beiden Herausgebern. Als Müller das Heft hinter Kleists Rücken an einen Dresdner Buchhändler verkaufte (gegen Tilgung der Schulden), kühlte sich das Verhältnis zwischen den beiden merklich ab.

## Inhaltsverzeichnis der Hefte
Bibliographische Erschließung in: Bibliographisches Repertorium. Band 1, Berlin 1904, Sp. 54–76 (Textarchiv – Internet Archive).

### Erstes Heft, Januar 1808
- Prolog, von Kleist
- Organisches Fragment aus dem Trauerspiel Penthesilea, von Kleist
- Über die Bedeutung des Tanzes, von Christian Gottfried Körner
- Der Engel am Grabe des Herrn, von Kleist
- An Dorothee, von Novalis
- Fragmente über die dramatische Poesie und Kunst, von Müller
- Popularität und Mysticismus, von Müller
- Über den schriftstellerischen Character der Frau von Stael-Holstein, von Müller
- Epilog, von Kleist

### Zweites Heft, Februar 1808
- Die Marquise von O…, von Kleist
- Die beiden Tauben, eine Fabel nach Lafontaine, von Kleist
- Vorlesungen über das Schöne, von Müller
- Corinne ou l’Italie par Madame de Stael-Holstein, von Müller

### Drittes Heft, März 1808
- Vorlesungen über das Schöne (Fortsetzung), von Müller
- Fragmente aus dem Lustspiel Der zerbrochne Krug, von Kleist
- Fabeln, von Kleist
- Pelegrin (Auszüge), von Friedrich de la Motte Fouqué

### Viertes und fünftes Heft, April/Mai 1808
- Fragment aus dem Trauerspiel Robert Guiskard, von Kleist
- Der Alte und sein Übersetzer, von Wetzel
- Die Abentheuer des Fiedlers zu Schiras, von Gotthilf Heinrich Schubert
- M. und S., von Novalis
- Vorlesungen über das Schöne (Fortsetzung), von Müller
- Faareveile, von Adam Öhlenschläger
- Ironie, Lustspiel, Aristophanes, von Müller
- Fragmente aus einer Vorlesung, von Schubert
- Epigramme, von Kleist
- Etwas über Landschaftsmalerei, von Müller
- Variation auf die Musen und Grazien in der Mark, von Wetzel
- Fragment aus dem Schauspiel Das Käthchen von Heilbronn, von Kleist
- Saul und David, von Wetzel

### Sechstes Heft, Juni 1808
- La fête de la victoire où le retour des Grecs, von Germaine de Staël
- Das Märchen von der langen Nase, von Wetzel
- Vom großen Christoph, von Wetzel
- Michael Kohlhaas, von Kleist
- Apologie der französischen dramatischen Literatur, von Müller
- Kunstkritik, von Müller
- Epigramme, von Kleist

### Siebentes Heft, Juli 1808
- Vom Character der spanischen Poesie, von Müller
- Von der didaktischen Poesie, von Wilhelm Nienstädt
- Iduna, Göttin der Unsterblichkeit, von Wetzel
- Gottes Strom, von Wetzel
- Die versäumte Kirche, von Wetzel
- Philosophische und kritische Miscellen, verschiedene Autoren

### Achtes Heft, August 1808
- Der Wole Grab, von Wetzel
- Einleitung in die Betrachtung der griechischen Bühne, von Müller
- Kleobis und Biton, von Wetzel
- Von der didaktischen Poesie (Fortsetzung), von Nienstädt
- Philosophisch-kritische Miscellen, von Müller
- Die Schule Johann von Müllers, von Müller
- Noch etwas über den Unterschied des antiken und modernen Theaters, von Müller

### Neuntes und zehntes Heft, September/Oktober 1808
- Vom religiösen Character der griechischen Bühne, von Müller
- Zur Weinlese, von Novalis
- Zweites Fragment aus dem Schauspiel Das Käthchen von Heilbronn, von Kleist
- Fragmente über William Shakespear, von Müller
- Kleine Gelegenheitsgedichte, von Kleist

### Elftes und zwölftes Heft, November/Dezember 1808
- Prolegomena einer Kunst-Philosophie, von Müller
- Lied von der Jugend, von Wetzel
- Der Tod, von Wetzel
- Fluch der Zeit, von Wetzel
- Das Kleinod, von Wetzel
- Der Schrecken im Bade, von Kleist
- Kunz von Kauffungen, von Graf Otto Heinrich von Löben
- Die sterbende Maria, von von Löben
- Die himmelfahrende Maria, von von Löben
- Druck der Seele, von Müller
- Italienisches Theater, Masken, Extemporiren, von Müller
- Geisternähe, von Wetzel
- Über das deutsche Familiengemälde, von Müller
- An J., von Müller
- Unsichtbare Schrift, von Wetzel
- Wanderers Tagereise, von Wetzel
- Wanderers Abend, von Wetzel
- Wanderers Nachtlager, von Wetzel
- Über Kunstausstellungen und Kunstkritik, von Ferdinand Hartmann
- Noth- und Hülfsbüchlein für Künstler und Kunstliebhaber in Mildheim, von Friedrich Wilhelm Basilius von Ramdohr